# Чемпионат Европы по софтболу среди женщин 1981
2-й чемпионат Европы по софтболу среди женщин 1981 проводился в городе Харлем (Нидерланды) с 12 по 19 сентября 1981 года с участием 4 команд.
В Нидерландах женский чемпионат Европы проводился впервые.
Чемпионом Европы (во 2-й раз в своей истории) стала сборная Нидерландов, победив в финале сборную Италии. Третье место заняла сборная Швеции.

## Итоговая классификация
| Место | Команда    |
| ----- | ---------- |
| 1     | Нидерланды |
| 2     | Италия     |
| 3     | Швеция     |
| 4     | Бельгия    |